# Maladie infantile
Une maladie infantile est une maladie survenant majoritairement chez les enfants. Toutefois, il est également possible de contracter une telle maladie à l'âge adulte si celle-ci n'a pas été contractée lors de l'enfance. Les maladies infantiles les plus connues sont la varicelle, la rougeole, les oreillons, et la rubéole.

## Causes du caractère «infantile» d'une telle maladie
L'enfance est une période où les défenses immunologiques se constituent progressivement. À la naissance, le nouveau-né est très faiblement protégé par son propre système immunitaire. Cela explique le nombre important de maladies qui s'attaquent aux enfants. La plupart d'entre elles (tout en étant potentiellement graves et éventuellement mortelles) peuvent être subies dès la petite enfance.
Cette situation de vulnérabilité naturelle explique la très forte mortalité infantile dans les situations de précarité médicale que l'on retrouve dans le tiers monde ou aux franges des sociétés médicalement développées.

## Liste de maladies infantiles
- Acrodermatite papuleuse infantile de Gianotti-crosti
- Acrodynie
- Cutis marmorata telangiectatica
- Érythrodermie desquamative de Leiner-Moussous
- Impétigo
- Incontinentia pigmenti
- Mégalérythème épidémique
- Oreillons
- Exanthème subit
- Rougeole
- Rubéole
- Scarlatine
- Syndrome bouche-main-pied
- Syndrome de Klippel-Trenaunay
- Varicelle
- Mort subite du nourrisson

Remarque : la coqueluche est une maladie souvent prise à tort pour une maladie infantile.

## Vaccination
- La vaccination a été un progrès important qui a permis d'apporter une immunité à de nombreux enfants tout en réduisant considérablement l'occurrence des maladies infantiles (et leurs conséquences néfastes).

- Des rappels doivent être faits périodiquement pour certains vaccins alors que la maladie immunise en général à vie. Il est donc important de vérifier la validité d'un vaccin tout au long de sa vie.

- Certains groupes de la population préconisent une exposition à la maladie dans le jeune âge (entre 4 et 10 ans, pour autant que l'enfant soit en bonne santé) pour les maladies les plus bénignes et sans grands risques pour l'enfant, afin d'éviter d'éventuelles pathologies plus graves à l'âge adulte en cas de non-renouvellement des vaccins ou pour éviter les effets indésirables de certains vaccins (extrêmement rares). On parle alors d'immunisation naturelle.

- Le vaccin ROR est fortement recommandé, dès 1 an.